# العلاقات المالية الناوروية
العلاقات المالية الناوروية هي العلاقات الثنائية التي تجمع بين مالي وناورو.

## مقارنة بين البلدين
هذه مقارنة عامة ومرجعية للدولتين:
| وجه المقارنة                                              | مالي            | ناورو                          |
| --------------------------------------------------------- | --------------- | ------------------------------ |
| المساحة (كم2)                                             | 1.24 مليون      | 21                             |
| عدد السكان (نسمة)                                         | 18.54 مليون     | 10.08 ألف                      |
| الكثافة السكانية (ن./كم²)                                 | 14.95           | 48.00 ألف                      |
| العاصمة                                                   | باماكو          | ضاحية يارين                    |
| اللغة الرسمية                                             | لغة فرنسية      | اللغة الناورونية، لغة إنجليزية |
| العملة                                                    | فرنك غرب أفريقي | دولار أسترالي                  |
| الناتج المحلي الإجمالي (بليون دولار)                      | 15.29 مليار     | 113.88 مليون                   |
| الناتج المحلي الإجمالي (تعادل القوة الشرائية) بليون دولار | 35.69 مليار     | 162.98 مليون                   |
| الناتج المحلي الإجمالي الاسمي للفرد دولار أمريكي          | 724             | 9.83 ألف                       |
| الناتج المحلي الإجمالي للفرد دولار أمريكي                 | 1.60 ألف        |                                |
| مؤشر التنمية البشرية                                      | 0.419           |                                |
| رمز المكالمات الدولي                                      | +223            | +674                           |
| رمز الإنترنت                                              | .ml             | .nr                            |
| المنطقة الزمنية                                           | 00              | ت ع م+12:00                    |

## منظمات دولية مشتركة
يشترك البلدان في عضوية مجموعة من المنظمات الدولية، منها:
| علم المنظمة | اسم المنظمة                                 | تاريخ انضمام مالي | تاريخ انضمام ناورو |
| ----------- | ------------------------------------------- | ----------------- | ------------------ |
|             | مجموعة دول أفريقيا والكاريبي والمحيط الهادئ | ?                 | ?                  |
|             | منظمة الشرطة الجنائية الدولية               | ?                 | ?                  |
|             | يونسكو                                      | 7 نوفمبر 1960     | 17 أكتوبر 1996     |
|             | منظمة حظر الأسلحة الكيميائية                | ?                 | ?                  |
|             | الاتحاد البريدي العالمي                     | ?                 | ?                  |
|             | الأمم المتحدة                               | 28 سبتمبر 1960    | 14 سبتمبر 1999     |
|             | الاتحاد الدولي للاتصالات                    | 21 أكتوبر 1960    | 10 يونيو 1969      |